# Eurofederalizam
Eurofederalizam je izraz kojim se opisuju pojedinci, organizacije i ideologije koje se zalažu za političku reorganizaciju Europe, odnosno njenu integraciju u obliku jedinstvene države federalnog tipa. Eurofederalizam predstavlja dio šire ideologije paneuropejstva, ali se ističe po tome što smatra kako bi se postojeće suverene nacionalne države u budućnosti trebale očuvati kao konstitutivni dijelovi europske federacije, umjesto da se inzistira na stvaranju jedinstvene europske nacije. Većina današnjih eurofederalista smatra kako svoje ciljeve najučinkovitije može provesti preko Europske unije, odnosno jačanjem njenih institucija koje bi trebale preuzeti što je moguće veći dio nadležnosti sadašnjih država članica, odnosno nastavkom širenja Unije na europske države koje još uvijek nisu njene članice. Iako se izrazi kao "federacija" ili "savez" nastoje izbjeći u službenim dokumentima EU i iako većina proeuropskih stranaka i političara inzistira na tome da postojeća EU nije niti nastoji postati federacija, neki od vodećih europskih političara su deklarirani eurofederalisti.

## Vanjske poveznice
- European Federalist Party  Arhivirana inačica izvorne stranice od 30. listopada 2013. (Wayback Machine)
- Towards a United States of Europe, signandsight.com
- Storm over federal Europe call, BBC News Online
- Analysis: What would a federal Europe look like?  Arhivirana inačica izvorne stranice od 13. kolovoza 2007. (Wayback Machine)